# Mountain Lakes
Mountain Lakes és una població dels Estats Units a l'estat de Nova Jersey. Segons el cens del 2007 tenia 4.276 habitants.

## Demografia
Segons el cens del 2000, Mountain Lakes tenia 4.256 habitants, 1.330 habitatges, i 1.186 famílies. La densitat de població era de 615,4 habitants/km².
Dels 1.330 habitatges en un 53,7% hi vivien nens de menys de 18 anys, en un 83,3% hi vivien parelles casades, en un 3,8% dones solteres, i en un 10,8% no eren unitats familiars. En el 9,2% dels habitatges hi vivien persones soles el 4,1% de les quals corresponia a persones de 65 anys o més que vivien soles. El nombre mitjà de persones vivint en cada habitatge era de 3,2 i el nombre mitjà de persones que vivien en cada família era de 3,41.
Per edats la població es repartia de la següent manera: un 35,7% tenia menys de 18 anys, un 3,1% entre 18 i 24, un 23,4% entre 25 i 44, un 28,7% de 45 a 60 i un 9,1% 65 anys o més.
L'edat mediana era de 39 anys. Per cada 100 dones de 18 o més anys hi havia 94 homes.
La renda mediana per habitatge era de 141.757 $ i la renda mediana per família de 153.227 $. Els homes tenien una renda mediana de 100.000 $ mentre que les dones 61.098 $. La renda per capita de la població era de 65.086 $. Aproximadament l'1,4% de les famílies i el 2% de la població estaven per davall del llindar de pobresa.

## Poblacions més properes
El següent diagrama mostra les poblacions més properes.